# Движение 7 октября
Движение 7 октября (англ. 7 October Movement) — южносуданская оппозиционная группа, основанная Кербино Воль Агоком. В апреле 2018 года Воль, бизнесмен и филантроп, был задержан Службой национальной безопасности без предъявления обвинений. 7 октября 2018 года он устроил беспорядки в здании Главного управления национальной безопасности, или Голубом доме, от этой даты и произошло название группировки, и был приговорён к 10 годам тюремного заключения. Однако в январе 2020 года он был помилован президентом Сальвой Кииром. Воль объявил, что основал движение 5 июня 2020 года, и на тот момент утверждал, что в его рядах насчитывается 1000 человек в сельских районах Южного Судана. Воль утверждал, что многие члены движения сражались под командованием Джона Гаранга во Второй гражданской войне в Судане, а также что многие из них были узниками Голубого дома. Группа выступает против нынешнего руководства, которое, по мнению «Движения 7 октября», держит Южный Судан в нищете, а также против Службы национальной безопасности и нынешней пенитенциарной системы, которую группа считает несправедливой. 
Менее чем через две недели после объявления о создании движения, 14 июня 2020 года, Кербино Воль Агок был убит, что поставило будущее группы под вопрос. По данным Народных сил обороны Южного Судана, Воль был убит в бою в деревне Айен-Майар в округе Восточный Румбек в Озёрной провинции вместе с тремя другими бойцами «Движения 7 октября». В результате столкновения погиб один мирный житель, двое получили ранения.